# 三鄉市
三鄉市（日语：／ Misato shi */?）是日本埼玉縣東南端的城市，人口約13萬人。

## 交通

### 鐵路
東日本旅客鐵道
- 武藏野線：新三鄉站 - 三鄉站
  - 吉川美南站與常磐線的金町站也在附近。

首都圈新都市鐵道
- 筑波快線： 三鄉中央站

## 友好城市
- 日本长野县安昙野市 （1984年）
- 日本奈良县三鄉町 （1986年）
- 日本福岛县廣野町 （2008年）